# Gonatocerus chrysis
Gonatocerus chrysis är en stekelart som först beskrevs av Debauche 1948.  Gonatocerus chrysis ingår i släktet Gonatocerus och familjen dvärgsteklar. Arten är reproducerande i Sverige. Inga underarter finns listade i Catalogue of Life.